# Rachel Getting Married
Rachel Getting Married is een Amerikaanse dramafilm uit 2008 van Jonathan Demme met in de hoofdrol onder meer Anne Hathaway.

## Verhaal
De jonge Kym verblijft in een afkickkliniek, maar mag deze voor een paar dagen verlaten om de bruiloft van haar zus Rachel bij te wonen. Kyms aanwezigheid zorgt voor wrijving, onder meer omdat Rachel bang is dat de verslaving van haar zus de aandacht zal afleiden van het huwelijk.
Later wordt duidelijk dat hun broertje Ethan jaren eerder is omgekomen bij een door Kym, onder invloed van medicijnen, veroorzaakt ongeluk, iets wat Rachel Kym nog niet vergeven heeft.

## Rolverdeling
| Acteur           | Personage | Opmerkingen                        |
| ---------------- | --------- | ---------------------------------- |
| Anne Hathaway    | Kym       |                                    |
| Rosemarie DeWitt | Rachel    | Kyms zus                           |
| Bill Irwin       | Paul      | vader van Kym en Rachel            |
| Debra Winger     | Abby      | moeder van Kym en Rachel, Pauls ex |
| Tunde Adebimpe   | Sidney    | Rachels aanstaande                 |

## Productie
Het script werd geschreven door Jenny Lumet, dochter van regisseur Sidney Lumet.
Zowel de bruidegom als de vader van de bruid komen uit de muziekwereld, en dit gaf regisseur Demme het idee om de muziek voor deze film op een andere manier tot stand te laten komen dan gebruikelijk: een constant op de set aanwezig ensemble mocht zo veel mogelijk naar eigen inzicht spelen en had de opdracht niet op de camera's te letten.
De film is eind 2007 opgenomen in Stamford (Connecticut).